# 托马斯堡
托马斯堡是德国下萨克森州的一个市镇。总面积26.68平方公里，总人口1286人，其中男性665人，女性621人（2011年12月31日），人口密度48人/平方公里。